# Фондација Ангелина
Фондација Ангелина је фондација основана у знак сећања на убијену девојчицу Ангелину Аћимовић, као и на све страдале у ООШ „Владислав Рибникар“, Дубони, Малом Орашју и Нишкој Бањи.

## Позадина
Ученик 7. разреда школе „Владислав Рибникар“ у Београду је 3. маја 2023. године ушао у школу и пуцао из пиштоља на чувара, учитељицу и ученике, многи су подлегли повредама. Дан касније, 4. маја, догодио се још један злочин, младић је хицима из аутоматског оружја убио девет особа, а ранио још дванаест особа. У Нишкој Бањи је избоден је тринаестогодишњи дечак од стране свог вршњака.

## Настанак фондације
Мисија Фондације биће очување сећања на страдале у ООШ „Владислав Рибникар”, али и Дубони, Малом Орашју и Нишкој Бањи, осим тога бавиће се превенцијом насиља кроз едукацију деце о опасностима интернета и друштвених мрежа, да деца препознају штетне садржаје и да знају да се заштите од њих. У школама ће бити организовани едукативни програми и радионице са децом, али и са наставницима и родитељима. Такође, радиће се и на разним културним активностима, предавањима и спортским догађајима. Марија Аћимовић, Ангелинина сестра и Анђелко Аћимовић, Ангелинин отац, бавиће се радом фондације. Наведено је да им је изузетно важно да промовишу здраву породицу и породичне вредности.
У Сава центру започео је рад Фондације „Ангелина“. Одржана је изложба хаљина, које су рађене по Ангелининим скицама. Хаљине ће остати део колекције фондације и моћи ће да се купе, а средства ће бити намењена раду фондације. За српску недељу моде биће направљено још 10 хаљина. Урадиће се матурске хаљине за све девојчице из Ангелининог одељења, а хаљине ће добити деца из домова без родитеља. Биће то акција која ће се понављати сваке године.
Дошло је и до сарадње са модном кућом "Диор", те је дизајнерка познате модне куће урадила једну Ангелинину креацију. Модну ревију и породицу страдале подржали су и следећи модни креатори: Игор Тодоровић, Драгана Огњеновић, Бата Спасојевић, Стефан Ђоковић, Александар Забуновић, Ива Батаковић, Светлана Јаћовић, Марија Тарлаћ, Ивана Давидовић, Инес Јанковић, Софија Милошевић, Мина Крстић, Катарина Јовановић, Јелена Филиповић, Сања Перић и Мелина Џиновић. Они су урадили још 16 креација.
Поред цртежа које је правила за хаљине, Анђелина је цртала и накит и торбе. Лого фондације, слово А са крилима, такође је инспирисан Ангелининим цртежом.